# 알렉시스 스미스
알렉시스 스미스(Alexis Smith, 1921년 6월 8일 ~ 1993년 6월 9일)는 캐나다의 배우, 가수이다.

## 출연 작품
- 산타 없는 해 (2006)
- 순수의 시대 (1993)
- 해리와 아치 (1986)
- 달라스 (1978)
- 케이시의 그림자 (1978)
- 사랑의 유람선 (1977)
- 리틀 걸 (1976)
- 재뉴어리 (1975)
- 영 필라델피안스 (1959)
- 디스 해피 필링 (1958)
- 빗나간 욕망 (1954)
- 히어 컴스 더 그룸 (1951)
- 애니 넘버 캔 플레이 (1949)
- 밤과 낮 (1946)
- 랩소디 인 블루 (1945)
- 샌 안토니오 (1945)
- 헐리우드 캔틴 (1944)
- 탱크 유어 럭키 스타스 (1943)
- 영원의 처녀 (1943)
- 철완 짐 (1942)